# Hành cung Thiên Trường
Hành cung Thiên Trường là một vọng các của nhà Trần đặt tại phủ Thiên Trường, nay thuộc tỉnh Nam Định.

## Lịch sử
Thiên Trường là vùng đất xưa, thời Lý có tên là Hải Thanh. Nhà Trần đổi là Thiên Trường, nâng lên thành phủ, lộ, đứng đầu trong số 12 lộ trên cả nước. Thời thuộc Minh là phủ Phụng Hóa. Thời Hậu Lê đổi lại là phủ Thiên Trường, trấn Sơn Nam, gồm 4 huyện: Giao Thủy, Nam Chân, Mỹ Lộc, Thượng Nguyên. Năm 1831 thuộc tỉnh Nam Định mới đặt. Năm 1853 đổi là phủ Xuân Trường, gồm các huyện Mỹ Lộc, Giao Thủy, Nam Trực, Trực Ninh. Sau năm 1945 đổi là huyện Xuân Trường, sau nhập với huyện Giao Thủy thành huyện Xuân Thủy, thuộc tỉnh Nam Hà. Tháng 2 năm 1997 lại chia thành 2 huyện như cũ, thuộc tỉnh Nam Định.
Thời Trần, vùng đất này được hưởng nhiều đặc ân của triều đình. Vua Trần cho xây dựng hành cung Thiên Trường, lấy làng Tức Mặc làm trung tâm, có các cung điện như: Trùng Quang, Trùng Hoa, các cung để cho Hoàng thái hậu ở, kho nội khố, cung Hoa Nha... cùng hàng loạt các cung điện khác, nằm rải rác ở các phường Lộc Vượng, Lộc Hạ của thành phố Nam Định và hai xã Mỹ Trung, Mỹ Phúc của huyện Mỹ Lộc.

## Di tích khảo cổ
Tại đây người ta đã phát hiện nhiều di vật có niên đại thời Trần như: giếng cổ được tạo bởi 152 chiếc bao nung ở phía sau chùa Phổ Minh, những sản phẩm gốm hoa nâu, ngói, đầu rồng, sành sứ. Các nhà khảo cổ đã tiến hành khoanh vùng và khai quật. Qua các đợt khai quật đã tìm thấy 6 mảnh gốm có chữ "天長府制 Thiên Trường Phủ chế" cho phép suy đoán có thể quanh Phủ Thiên Trường chính là nơi "xuất phát điểm" của gốm hoa nâu; đồng thời là nơi sản xuất các sản phẩm gốm cao cấp cùng với Thăng Long, Tam Thọ, Thanh Hoa.
Năm 2006, các nhà khảo cổ đã thám sát khai quật khu vực các di tích Hậu Bồi, Vạn Khoảnh, Đệ Tam Tây, Lựu Phố và khu vực cánh đồng giữa chùa Phổ Minh và đền Trần với tổng diện tích là 2100m2. Kết quả, đã phát hiện hàng vạn di vật có niên đại và tầng văn hoá kéo dài từ thế kỷ 13 đến thế kỷ 19. Đó là những viên gạch bát dày và to (40 cm x 40 cm x 7 cm) có trang trí hoa văn dây bố cục theo lối uốn lượn cuộn tròn trong ô vuông; những viên ngói chiếu dẹt vừa rộng bản vừa dài hoặc loại ngói cong, úp nóc, có gắn cả mô típ hình rồng hoặc chim phượng to, khắc họa tinh vi, độ nung già dặn. Đó cũng là những đồ gốm nhiều hình nhiều vẻ. Những tháp cao to (57 cm x 40 cm) man đàn trắng, hoa nâu; những bát đĩa nhỏ men ngọc, men rạn, men chì; những nải bằng sành tròn dẹt, kỹ thuật nung hoàn thiện. Ngoài ra còn nhiều đồ đất nung khác, có cái hình đầu rồng, đấu phượng, có cái nhiều hình thù kỳ lạ khác mà có lẽ chúng đều nằm trong một công trình kiến trúc nào đó. Riêng ở chùa Phổ Minh, giới nghiên cứu đã tìm thấy nhiều dấu ấn mang tính đặc trưng của văn hoá Trần. Đặc biệt là hệ thống chân tảng chạm cánh sen trên tháp Phổ Minh. Ở đền Thiên Trường đã tìm thấy một đường cống thoát nước ngầm. Dưới lòng đất xung quanh đền Trần chỉ cần đào xuống 0,2m – 0,3m ở bất kỳ chỗ nào cũng gặp rất nhiều ngạch ngói cổ.
Bên cạnh các hiện vật, khu vực này hiện còn lưu lại hàng loạt địa danh cổ như: Cánh đồng Nội Cung, Cửa Triều, Kho Nhi (thuộc nội cung xưa); Vườn Dinh, Vườn Quan, Cảnh Phú (dinh thự của các quan, nơi quan tập trung trước khi vào bái kiến Thượng hoàng); các làng Phù Hoa, Lựu Phố, Liễu Nha để vua quan đi vãn cảnh; Phượng Bông khu ở cũ của ca vũ; Đệ Nhất, Đệ Nhị, Đệ Tam, Đệ Tứ, Văn Hưng, Cồn Đình (nơi giảng văn, hội Tao Đàn tụ họp); Ao Bến trên bờ sông Vĩnh Giang, hồ Bến Đinh, căn cứ thủy quân của nhà Trần...
 Trong thơ ca
Dưới đây là bài thơ của vua Trần Thánh Tông:
行天長行宮
景清幽物亦清幽
十一仙州此一州
百步生歌禽百舌
千行奴僕橘千頭
月無事照人無事
水有秋含天有秋
四海已清塵已靖
今年遊勝昔年遊
Phiên âm Hán-Việt:
Hạnh Thiên Trường hành cung
Cảnh thanh u vật diệc thanh u
Thập nhất tiên châu thử nhất châu.
Bách bộ sinh ca, cầm bách thiệt,
Thiên hàng nô bộc, quất thiên đầu
Nguyệt vô sự chiếu nhân vô sự
Thủy hữu thu hàm thiên hữu thu.
Tứ hải dĩ thanh, trần dĩ tĩnh
Kim niên du thắng tích niên du.
Dịch nghĩa:
Cảnh Thanh u vật cũng thanh u
Trong số mười một châu đây là châu hàng đầu
Hàng trăm tiếng chim hót như một dàn hợp xướng
Hàng ngàn cây quất như hàng ngàn nô bộc
Trăng nhàn rỗi soi người nhàn rỗi
Nước vẻ thu ngậm trời vẻ thu
Bốn biển đã yên, bụi trần đã lắng
Năm nay đi chơi hơn hẳn năm qua.